# Ron Pasco
Ron Pasco (né le 3 février 1972 à Ottawa, dans la province de l'Ontario, au Canada) est un joueur professionnel canadien de hockey sur glace qui évoluait au poste de centre.

## Carrière
L'attaquant commence sa carrière dans l'équipe de l'Institut polytechnique Rensselaer au sein de la NCAA, avant de jouer en ECHL.
Après une saison à attendre avec l'équipe montée par le Hockey Canada, Pasco arrive en Allemagne lors de la saison 1997-1998 dans les Adler Mannheim avec qui il devient champion ainsi que la saison suivante. Après une année pour les Huskies de Cassel, il revient à Mannheim et remporte un troisième titre de championnat en 2001. En 2002, il rejoint les Kölner Haie qu'il avait battus en finale de la saison précédente. En 2004, il joue pour les SERC Wild Wings en 2. Bundesliga puis les quitte à l'intersaison vers l'EC Villacher SV en Autriche qu'il délaisse aussi vite pour les Rødovre Mighty Bulls au Danemark.
À l'été 2007, après une saison sans jouer, il se retrouve à jouer une saison dans la troisième division du championnat de Suède avec l'équipe du IF Troja-Ljungby qui remonte en Allsvenskan. En octobre 2008, il signe un nouveau contrat pour deux ans. En 2010, il revient en Autriche au sein du ATSE Graz, en Nationalliga et prend sa retraite au bout d'une saison.